# 金剛戰士：網絡之戰
《金剛戰士：網絡之戰》是一款采用金剛戰士系列角色的格斗游戏，由美国游戏开发商nWay开发。游戏Xbox One和任天堂Switch版于2019年3月发行，PlayStation 4版于2019年4月发行，Microsoft Windows版预定于2019年内推出。
IGN为游戏打出6.8分，称赞格斗系统和组合赛机制，但批评画面质量和缺乏模式及角色。